# 5A busz (Eger)
Az egri 5A jelzésű autóbusz a Tesco áruház és a Tihaméri malom között közlekedik, az 5-ös busz betétjárataként. A viszonylatot a Volánbusz üzemelteti.

## Útvonala
| Tihaméri malom felé | Tesco áruház felé |
| --- | --- |
| Tesco áruház vá. – Cifrakapu utca – Olasz utca – Malomárok utca – Malom utca – Ráckapu tér – Széchenyi István utca – Csiky Sándor utca – Barkóczy utca – Törvényház utca – Eszterházy tér – Kossuth Lajos utca – Egészségház utca – Klapka György utca – Kertész utca – Ostorosi út – Maklári út – Tihaméri malom vá. | Tihaméri malom vá. – Maklári út – Ostorosi út – Kertész utca – Maklári út – Almagyar utca – Kossuth Lajos utca – Eszterházy tér – Törvényház utca – Barkóczy utca – Csiky Sándor utca – Széchenyi István utca – Malom utca – Malomárok utca – Olasz utca – Cifrakapu utca – Tesco áruház vá. |

## Megállóhelyei
Az átszállási kapcsolatok között a javarészt azonos útvonalon közlekedő 5-ös, 6-os, 16-os, 3405-ös és 3406-os busz nincs feltüntetve.
| 5A (Tesco áruház – Tihaméri malom) |                           |          |                                                                               |
| Perc (↓)                           | Megállóhely               | Perc (↑) | Megállóhelyet érintő járatok                                                  |
| 0                                  | Tesco áruház végállomás   | 21       | 3A, 7, 12, 13, 112, 113                                                       |
| 1                                  | Felsőváros                | 20       | 3, 3A, 12, 13, 112, 113                                                       |
| 3                                  | Tiba utca                 | 18       | 3, 3A, 12, 13, 112, 113                                                       |
| 5                                  | Hőközpont                 | 16       | 12, 13, 112, 113                                                              |
| 6                                  | Malom út                  | 14       | 7, 7A, 12, 112 Helyközi buszok                                                |
| 8                                  | Tűzoltó tér               | 13       | 2, 2A, 7, 7A, 11, 12, 14, 14E, 112                                            |
| 10                                 | Dobó Gimnázium            | 11       | 2, 2A, 7, 7A, 11, 12, 14, 14E, 112 Távolsági járatok                          |
| 12                                 | Autóbusz-állomás          | 9        | 2, 2A, 4, 7, 7A, 11, 12, 14, 14E, 112, 3410 Helyközi buszok Távolsági járatok |
| 13                                 | Bazilika                  | ∫        | 2, 2A, 4, 7, 7A, 11, 12, 14, 14E, 112, 3410                                   |
| 14                                 | Egyetem                   | 7        | 4 Helyközi buszok Távolsági járatok                                           |
| 16                                 | Egészségház út            | ∫        | 4                                                                             |
| 17                                 | Uszoda                    | ∫        | 4 Helyközi buszok Távolsági járatok                                           |
| ∫                                  | Szarvas tér               | 5        | 4 Helyközi buszok                                                             |
| 19                                 | Hadnagy utca              | 3        | 2, 2A, 3, 3A, 4 Helyközi buszok Távolsági járatok                             |
| 20                                 | Homok utca                | 1        | 2, 2A, 3, 3A, 4 Helyközi buszok Távolsági járatok                             |
| 22                                 | Tihaméri malom végállomás | 0        | 2, 2A, 3, 3A, 4 Helyközi buszok                                               |